# Ioannis Andreou
Joannis Andreou var en græsk svømmer som deltog i de første moderne olympiske lege 1896 i Athen.
Andreou kom på en andeplads i svømning i disiplinen 1200 meter Fri svømning bagefter Alfréd Hajós fra Ungarn som vandt med tiden 18.22,2. Der var syv deltagere i disciplinen, Andreous tid var 21.03,4. 